# Memória do Esporte Olímpico Brasileiro
Memória do Esporte Olímpico Brasileiro é um projeto que incetiva a criação de filmes que resgatem a história do país nas olimpíadas.
O objetivo do projeto é a construção de um acervo digital inédito que possa resgatar a trajetória olímpica do esporte brasileiro e servir de inspiração para as futuras gerações. Assim, o projeto escolhe nove projetos de documentários sobre o esporte olímpico brasileiro, exceto futebol, que irão receber um incentivo de R$ 230.000,00 para sua produção e divulgação. Ele tem sua continuidade garantida, pelo menos, até as Olimpíadas de 2016.
Os filmes vencedores são exibidos, na TV, no canal ESPN Brasil (programa: ESPN Filmes), e na Cinemateca Brasileira, em São Paulo.

## Edital
Os documentários devem abordar histórias de modalidades, personagens ou equipes que tenham participado de alguma edição das Olimpíadas. A única exceção fica para registros sobre o futebol, por já ter o devido reconhecimento no país.
A seleção se dá em duas etapas: na primeira são analisadas as propostas  de acordo com a relevância e aderência ao edital; na segunda fase, os classificados fazem a defesa oral (pitching) dos projetos para uma banca de profissionais que escolherá nove vencedores.

## Lista de Vencedores por Ano

### 2011
| Filme                                          | Estado         | Direção                                      | Produtora                             |
| ---------------------------------------------- | -------------- | -------------------------------------------- | ------------------------------------- |
| México 1968 - A Última Olimpíada Livre         | São Paulo      | Ugo Giorgetti                                | Canal Azul                            |
| A Luta Continua - Um Documentário em 12 Rounds | São Paulo      | Renata Sette Aguilar                         | Debasé Filmes Ltda.                   |
| Aida dos Santos, Uma Mulher de Garra           | São Paulo      | André Pupo                                   | Digimídia Recursos Digitais Ltda.     |
| Brilho Imenso, A História de Claudio Kano      | São Paulo      | Denis Kamioka                                |                                       |
| De Olaria a Helsinque: A História de um Salto  | São Paulo      | André Klotzel                                | DIG Produções                         |
| Maria Lenk, A Essência do Espírito Olímpico    | Brasília-DF    | Iberê Carvalho                               | Pavirada Filmes e Produções Ltda.     |
| O Salto de Adhemar                             | São Paulo      | Rafael Terpins e Thiago Brandimarte Mendonça | Bossa Nova Films Criações e Produções |
| Ouro, Prata, Bronze e...Chumbo!                | São Paulo      | José Roberto Torero Jr.                      | GW São Paulo Comunicação S/A          |
| Pátria                                         | São Paulo      | Fabio Meira                                  | Acere Produções Artística e Cultural  |
| Reinaldo Conrad: A Origem do Iatismo Vencedor  | Rio de Janeiro | Murilo Salles                                | Cinema Brasil Digital                 |

- Fonte:MemoriaDoEsporte[7]

### 2012
| Filme                                           | Estado         | Direção                    | Produtora                                |
| ----------------------------------------------- | -------------- | -------------------------- | ---------------------------------------- |
| Três Pontos: Basquete, Rap e o Jejum            | São Paulo      | Rafael Terpins             | A Fantástica Fábrica de Filmes Ltda.     |
| Um Homem que voa: Nelson Prudêncio              | Rio de Janeiro | Adirley Queirós de Andrade | Bananeira Filmes Ltda.                   |
| O Brasil na Terra do Misha                      | Rio de Janeiro | Silvio Tendler             | Caliban Produções Cinematográficas Ltda. |
| A Valsa do Pódio                                | São Paulo      | Bruno Carneiro             | Cinematográfica Superfilmes Ltda         |
| Ippon - A Superação Olímpica de Rogério Sampaio | Rio de Janeiro | Carlos Vinicius Borges     | El Desierto Filmes Ltda.                 |
| 55s4′ - A Virada                                | São Paulo      | Ricardo Dias               | Francisco Ramalho Junior Filmes Ltda.    |
| Viagem - O Saque que Mudou o Vôlei              | São Paulo      | Giuliano Aissa Zanelato    | Gaia SP Produções Cine Vídeo Ltda.       |
| A Volta ao Mundo de Anésio Argenton             | Rio de Janeiro | Fernando Muniz Acquarone   | Janeiro Filmes Ltda.                     |
| No Meio do Caminho Tinha um Obstáculo...        | Rio de Janeiro | Carlos Diegues             | Luz Mágica Produções Audiovisuais Ltda.  |

- Fonte:Telaviva.com.br[8]